# Zielonka
Pour les articles homonymes, voir Zielonka (homonymie).
Zielonka (prononciation : [ʑeˈlɔnka]) est une ville polonaise de la voïvodie de Mazovie et du powiat de Wołomin.
Elle s'étend sur 79,23 km2 et comptait 17 436 habitants en 2011.
Elle se situe à 13 km au nord-est du centre de Varsovie.

## Histoire
Zielonka est une ville jeune, après avoir obtenu le statut de ville en 1967.

## Source
- (en) Cet article est partiellement ou en totalité issu de l’article de Wikipédia en anglais intitulé « Zielonka » (voir la liste des auteurs).